# .krd
.krd是伊拉克庫爾德斯坦地區的互聯網通用頂級域。2013年12月5日，庫爾德斯坦地區政府信息技術部（KRG）通過了成為域名註冊管理機構運營商的所有必要流程，獲得了互聯網名稱與數字地址分配機構對此域名的申請許可。

## 域名使用
庫爾德斯坦地區政府網站：
cabinet.gov.krd
庫爾德斯坦地區主席網站：
presidency.krd

## 外部連結
- www.gov.krd（页面存档备份，存于） (KRG)
- KRG 信息技術部（页面存档备份，存于）